# Leandro Frroku
Leandro Frroku (griechisch Λεάντρο Φρόκου; * 3. September 2003 in Athen) ist ein albanischer Fußballspieler.

## Karriere

### Verein
Frroku trat 2013 der Jugendverein von Panathinaikos Athen und spielte bis 2022. Zur Saison 2021/22 wurde Frroku in die neugegründete zweite Mannschaft von Panathinaikos berufen. Am 28. August 2022 debütierte Frroku in der ersten Mannschaft von Panathinaikos in der griechischen Super League. Im Februar 2023 verlängerte er seinen Vertrag bis Sommer 2027.

### Nationalmannschaft
Frroku ist albanischer Abstammung und entschied sich, für Albanien anzutreten. Im Jahr 2021 kam er zu zwei Einsätzen für die albanische U19-Nationalmannschaft. Seit 2022 ist er fester Bestandteil der U21-Auswahl Albaniens.